# Buck Rogers: Countdown to Doomsday
Buck Rogers: Countdown to Doomsday, sottotitolato anche Science Fiction Role-playing Computer Game, Vol. I, è un videogioco di ruolo pubblicato nel 1990 per Amiga, Commodore 64 e MS-DOS dalla Strategic Simulations, tratto dalla serie fantascientifica di Buck Rogers. Nel 1991 fu pubblicato anche per la console Sega Mega Drive dalla Electronic Arts.
È il secondo videogioco ufficiale sul personaggio, dopo Buck Rogers: Planet of Zoom (1982), non correlato nella produzione e di genere completamente diverso.
Countdown to Doomsday si basa in particolare su Buck Rogers XXVc, un'ambientazione rinnovata creata dalla TSR per un gioco di ruolo da tavolo e altre opere correlate. Con le edizioni originali del videogioco era incluso un romanzo in inglese della serie, First Power Play.
Nella stessa linea, il videogioco ebbe come seguito Buck Rogers: Matrix Cubed (1992), uscito solo per MS-DOS.
Le versioni per computer fanno parte della serie della Strategic Simulations basata sul motore Gold Box, che ha quasi sempre ambientazione fantastica legata a Dungeons & Dragons, a eccezione dei due giochi su Buck Rogers.

## Trama
La premessa è quella della saga di Buck Rogers XXVc: alla fine del XX secolo c'è stata una devastante guerra nucleare, in seguito alla quale il potere è passato nelle mani di grandi organizzazioni internazionali di tipo commerciale, mentre l'eroe di guerra Buck Rogers è rimasto ibernato nello spazio. Nei secoli successivi i pianeti vicini del sistema solare vengono terraformati e colonizzati. Per sopportare ambienti alieni o svolgere particolari funzioni vengono create razze di umani o creature geneticamente modificate, note collettivamente come gennie. La Terra, molto impoverita, finisce sotto il dominio oppressivo della Russo-American Mercantile (RAM), proprietaria anche di Marte. L'organizzazione ribelle terrestre New Earth Organization (NEO) si oppone alla RAM, mentre gli altri pianeti restano neutrali o più o meno schierati. Nel 2456 Buck Rogers viene recuperato e si unisce alla NEO, che riesce a riconquistare la Terra anche grazie alla guida di Buck, ma la minaccia della RAM rimane presente.
Nel gioco una squadra di sei reclute della NEO viaggia tra Terra, Luna, Marte, Mercurio, Venere e cintura asteroidale, dentro basi, astronavi, stazioni spaziali e territori planetari, affrontando nemici umani, robot e molti tipi di gennie.
Si inizia in uno spazioporto terrestre dove le reclute si stanno preparando per le loro prime tranquille missioni, ma si trovano coinvolte in un attacco a sorpresa della RAM.
Scampata alla battaglia, la squadra raggiunge la base orbitante Salvation della NEO, dove le viene assegnata la prima missione, investigare un'astronave abbandonata. Qui scoprono che un esperimento della RAM con i gennie è finito male causando la morte del personale. Sconfitti i mostri, la squadra incontra Scot.dos, un'intelligenza artificiale intenzionata a passare dalla parte della NEO, e prende il controllo dell'astronave, la Maelstrom Rider. Ora gli orizzonti dell'avventura si aprono sul sistema solare.
La squadra vola alla base RAM di Cerere, dove infiltrandosi può trovare informazioni sul Doomsday Laser (lett. "laser giorno del giudizio"), l'arma segreta nemica. Si avventura poi nella roccaforte RAM su Marte, le pianure di Venere e le stazioni spaziali "Mariposa" di Mercurio. Su Marte possono sfruttare una fragile coesistenza tra il popolo gennie dei desert runner e la RAM, portandoli dalla parte della NEO; una situazione simile si ha su Venere, dove i lowlander sono vessati dalla RAM.
I personaggi della saga Buck Rogers e Wilma Deering potranno essere incontrati durante il gioco e parteciperanno all'azione.
L'obiettivo finale è distruggere il Doomsday Laser, un gigantesco concentratore di luce solare che sta per devastare la Terra da un satellite Mariposa.

## Modalità di gioco
Le meccaniche da gioco di ruolo si basano sul sistema di Advanced Dungeons & Dragons. Si comanda una squadra di fino a sei personaggi, che il giocatore può definire liberamente nelle capacità e nell'aspetto, scelto da una serie di icone predefinite. Nelle versioni per computer ogni personaggio può appartenere alle razze terrestre, marziano, venusiano, mercuriano, tinker e desert runner (i terrestri sono normali umani e gli altri sono gennie quasi umani). Le classi disponibili sono pilota (qui chiamato rocketjock, lett. "atleta dei razzi"), guerriero, ingegnere, ladro, medico. Le caratteristiche sono le sei di Dungeons & Dragons più la capacità tecnologica. Ci sono 55 abilità specifiche (ad es. programmazione, astronomia, pilotaggio di vari tipi di mezzi, movimento in assenza di peso, riparazioni, furto...), quasi tutte accessibili a tutte le classi. Ogni personaggio ha 80 punti abilità iniziali da distribuire liberamente tra le diverse capacità. Raccogliendo punti esperienza si sale di livello e si potenziano le abilità. Tramite acquisti e saccheggi si può reperire un arsenale piuttosto vario di armi ed equipaggiamento.
Il funzionamento del gioco comprende fasi di movimento ed esplorazione a piedi, con piccole immagini con vista in 3D in prima persona della zona circostante, accompagnate da breve testo descrittivo e informazioni di stato. In queste fasi si sposta l'intera squadra con mosse avanti-indietro e rotazioni di 90°.
Si alternano schermate informative, talvolta con immagini grandi o con menù di opzioni, e fasi di combattimento tattico quando si incontrano squadre avversarie. Ci sono anche schermate con mappe 2D per gli spostamenti con l'astronave nel sistema solare o per gli spostamenti a lungo raggio sulle superfici planetarie.
Per alcune descrizioni lunghe il gioco rimanda a specifici paragrafi del Log Book cartaceo.
Tutti i testi sono in inglese (per Amiga esiste un'edizione in tedesco).
I combattimenti di fanteria sono abbastanza frequenti. Si svolgono a turni, con visuale isometrica a scorrimento.
I vari personaggi, nemici ed eventuali alleati si muovono e attaccano secondo un ordine prestabilito, che dipende da un valore casuale modificato da diversi fattori quali destrezza e sorpresa.
Il risultato di ogni attacco è calcolato in base a molte componenti come tipo di arma (si va da armi bianche a pistole laser, granate e lanciarazzi), capacità del personaggio, classe di armatura del bersaglio, posizione relativa. Dalle battaglie vinte si può ottenere un bottino. Una novità nel genere è la gestione automatica delle cure mediche alla fine dello scontro.
I combattimenti spaziali con l'astronave Maelstrom Rider avvengono ogni tanto per intercettazione nemica durante i viaggi. Si può provare a evitare la battaglia con bluff o intimidazione, altrimenti avviene uno scontro a turni tra le due astronavi, gestito con menù, indicatori di stato e un'immagine statica della nave. Le mosse possono essere di attacco, riparazione, ricarica o cura dei feriti. Tutti i membri della squadra possono agire, ma il personaggio la cui abilità è essenziale è il pilota. Con gli armamenti della Maelstrom Rider si può scegliere di mirare a punti specifici della nave nemica. Se i contendenti si avvicinano abbastanza si può optare per lo speronamento o per l'abbordaggio.
Per una partita completa si stima una durata totale di 40-100 ore.

### Versione Mega Drive
La conversione per Mega Drive si differenzia significativamente dalle altre. Si dovettero ridurre molte caratteristiche per adattare il gioco al sistema, ma vennero aggiunte anche delle novità.
Razze, classi e abilità disponibili sono state più che dimezzate (secondo Game Power ciò non danneggia comunque la giocabilità). Sono semplificati anche gli equipaggiamenti. I testi descrittivi sono ridotti e gran parte dei menù di testo sono sostituiti da menù a icone.
Al posto della piccola visuale in prima persona, su Mega Drive anche le fasi di esplorazione degli ambienti avvengono con visuale isometrica a scorrimento, simile a quella dei combattimenti a piedi; durante l'esplorazione si sposta un solo omino in tempo reale, che rappresenta l'intera squadra.

## Accoglienza
Countdown to Doomsday vendette 51 528 copie, cifra relativamente buona.
La critica dei suoi tempi lo giudicò di solito molto bene, con voti spesso superiori all'80% (o equivalente), in tutte le quattro piattaforme per le quali uscì.
In retrospettiva, secondo Retro Gamer, Countdown to Doomsday è uno dei migliori giochi di ruolo per Commodore 64 e Amiga e spicca in particolare nella versione Mega Drive, grazie anche alla carenza di giochi simili per quella console.

### Manuali
- (EN) Buck Rogers: Countdown to Doomsday - Rule Book (manuale tecnico), Strategic Simulations, 1990.
- (EN) Buck Rogers: Countdown to Doomsday - Log Book (manuale generale), Strategic Simulations, 1990.
- (EN) Buck Rogers: Countdown to Doomsday - Commodore 64/128 Data Card (guida rapida comandi per C64), Strategic Simulations, 1990.

### Riviste
- Buck Rogers: Countdown to Doomsday (JPG), in Zzap!, anno 6, n. 53, Milano, Edizioni Hobby, febbraio 1991,  pp. 52-53, OCLC 955306919.
- Buck Rogers: Countdown to Doomsday (JPG) (DOS), in K, n. 23, Milano, Glénat, dicembre 1990,  p. 41, ISSN 1122-1313 (WC · ACNP).
- Buck Rogers: Countdown to Doomsday (JPG) (C64), in K, n. 24, Milano, Glénat, gennaio 1991,  p. 75, ISSN 1122-1313 (WC · ACNP).
- Buck Rogers: Countdown to Doomsday (JPG) (DOS/Amiga), in Videogame & Computer World, anno 4, n. 2, Rho (MI), Derby, 30 gennaio 1991,  p. 22.
- Buck Rogers: Countdown to Doomsday (JPG) (Mega Drive), in Videogame & Computer World, anno 5, n. 8, Rho (MI), DTP Videowrite, 30 aprile 1992,  p. 40.
- Buck Rogers: Countdown to Doomsday (JPG) (soluzione), in Videogame & Computer World, anno 4, n. 17, Rho (MI), Derby, 15 settembre 1991,  pp. 43-45.
- Buck Rogers: Countdown to Doomsday (JPG), in Hit Parade, n. 57, Milano, SIPE s.r.l., giugno 1991,  pp. 12-15.
- Buck Rogers: Countdown to Doomsday (JPG), in Game Power, n. 8, Milano, Studio Vit, luglio/agosto 1992,  pp. 36-37, OCLC 955565950.
- Buck Rogers: Countdown to Doomsday (JPG) (soluzione MD, 1ª parte), in Game Power, n. 13, Milano, Studio Vit, gennaio 1993,  pp. 96-101, OCLC 955565950.
- Buck Rogers: Countdown to Doomsday (JPG) (soluzione MD, 2ª parte), in Game Power, n. 14, Milano, Studio Vit, febbraio 1993,  pp. 96-101, OCLC 955565950.
- (EN) Ultimate guide - Buck Rogers: Countdown to Doomsday, in Retro Gamer, n. 218, Bournemouth, Imagine Publishing, marzo 2021,  pp. 58-63, ISSN 1742-3155 (WC · ACNP).